# 山宮るり子
山宮 るり子（やまみや るりこ、1988年 - ）は、日本のハープ奏者。新潟県出身。

## 来歴
新潟市出身。4歳の時からアイリッシュハープ、8歳になって初めてグランドハープに取り組む。これまでに、山田ふたば、山崎祐介、グザヴィエ・ドゥ・メストレの各氏に師事。
中学校1年生の時に、飯森範親指揮・東京交響楽団と共演。同楽団とは、2007年に、大友直人の指揮で再度共演している。2004年、第16回日本ハープコンクールアドバンス部門第3位。新潟清心女子高等学校卒業後、渡独。ハンブルク音楽演劇大学を首席で卒業後、同大学院にてドイツ国家演奏家資格を最優秀の成績にて取得。
在学中の2009年、第58回ミュンヘン国際音楽コンクールのハープ部門の本選で日本人として初となる2位並びに2つの特別賞を受賞。2011年第7回リリー・ラスキーヌ国際ハープコンクールで優勝を飾り、こちらも日本人初の快挙となった。
2012年より、ケルン・ギュルツェニヒ管弦楽団の首席ハーピストを務める。
2013年3月、新潟日報「メディアシップ」開業記念 ＮＨＫ交響楽団公演（指揮：尾高忠明）にてソリストを務める。同年夏、新潟市りゅーとぴあにてプロデビューリサイタル。国内では東京文化会館、トッパンホール、紀尾井ホール、東京オペラシティをはじめ都内の主要なホールに相次いで出演。東京・春・音楽祭、アフィニス夏の音楽祭、ラ・フォルジュルネ・オ・ジャポン、サントリーサマーフェスティバルなど各地の音楽祭に客演。トッパンホールでの演奏はe-onkyoよりハイレゾ配信された。NHK-FM「リサイタル・ノヴァ」「ベストオブクラシック」、NHK BSプレミアム「クラシック倶楽部」に出演。
2016年、日本アコースティックレコーズよりデビューCD「スパイラル」を発表。レコード芸術誌上で特選盤に選出される。